# Nick Polano
Nick Polano (né le 25 mars 1941 à Sudbury au Canada et mort le 26 septembre 2019) est un joueur puis entraîneur canadien de hockey sur glace. Il évolue au poste de défenseur.

## Carrières

### Carrière de joueur
Nick Polano commence sa carrière à l’âge de 17 ans, lors de la saison 1958-1959, au sein des Tiger Cubs de Hamilton évoluant dans l’Ontario Hockey Association (OHA).
L’année suivante, il signe son premier contrat professionnel, avec les Rebels de Louisville, il joue dans la Ligue internationale de hockey (LIH). En 35 matchs, il obtient 102 minutes de pénalités.
Il retourne disputer la saison suivante avec les Tiger Cubs en OHA.
En 1960-1961, il va jouer pour trois équipes dans trois ligues différentes : les Wolves de Sudbury en Eastern Professional Hockey League (EPHL), les Flyers d'Edmonton en Western Hockey League (WHL) et les Knights d'Omaha en IHL.
Pour les trois saisons suivantes, il signe un contrat avec les Bears de Hershey, une équipe de la Ligue américaine de hockey (LAH). Il évoluera de temps en temps dans les clubs écoles de ces derniers, les Wolves de Sudbury et les Braves de Saint-Louis en EPHL.
Lors de la saison 1964-1965, il joue pour les Knights d'Omaha, mais ces derniers ne sont plus en IHL, ils ont changé de ligue la saison précédente. Il découvre donc un nouveau championnat, la Ligue centrale de hockey (LCH).
Il retourne chez les Bears de Hershey pour jouer la saison suivante en LAH.
Les trois saisons suivantes, il reste en LAH, mais change d’équipe, il évolue désormais pour les Clippers de Baltimore. À la dernière année de son contrat en 1968-1969, il va aussi évoluer dans leur club école, les Wranglers d'Amarillo en LCH.
En 1969-1970, il appose sa signature au fond d’un contrat d’une durée de 5 saisons avec les Reds de Providence en LAH. En 1972-1973, les Reds lui laissent tenter sa chance dans l’Association mondiale de hockey (AMH) où il dispute 17 parties pour les Blazers de Philadelphie avant de retourner avec les Reds.
En 1973-1974, après 20 parties disputer avec eux, les Reds vont l’échanger aux Six-Guns d'Albuquerque, équipe évoluant en LCH. Après 25 matchs avec ces derniers, il est de nouveau échangé et rejoint les Cubs de Cape Cod en North American Hockey League (NAHL). Il met un terme à sa carrière de joueur à la fin de cette saison.

### Carrière après le jeu

#### Ligues mineures
Nick Polano commence sa carrière d’entraineur en 1973-1974, dans l’équipe des Cubs de Cape Cod en North American Hockey League (NAHL), pour lesquelles il joue encore. Il ne fait qu’assurer un intérim jusqu’à ce que Bronco Horvat le remplace.
En 1975-1976, il s’engage avec les Blades d'Erie, toujours en NAHL. Son mandat avec eux prend fin en 1977-1978, lors de l’arrêt de la ligue.
En 1977-1978, il dirige les Owls de Grand Rapids en Ligue internationale de hockey (LIH), mais est remercié en cours de saison à la suite des mauvais résultats de l’équipe.
De 1978 à 1981, il retrouve du travail auprès des Blades d’Erie, ces derniers évoluant en Eastern Hockey League (EHL) désormais. Durant ces trois saisons, l’équipe va remporter 3 fois le championnat. Il est nommé 2 fois entraineur de l’année en EHL et une fois meilleur entraineur de ligue mineur de l’année par The Sporting News en 1981.

#### Sabres de Buffalo
En 1981-1982, Nick Polano accepte une place d’entraineur adjoint auprès des Sabres de Buffalo qui évolue en Ligue nationale de hockey (LNH). Il est sous les ordres de Scotty Bowman.

#### Red Wings de Detroit
Nick Polano va passer dix saisons dans l’organisation des Red Wings de Détroit, d’abord en tant qu’entraîneur principal, puis en tant que directeur général adjoint.
Il entraine les Red Wings de 1982 à 1985 et obtient un record de saison régulière de 79-127-34 en tant qu'entraîneur-chef. À l'été 1985, Harry Neale le remplace au poste d'entraîneur principal, mais demeura dans l'organisation en tant que directeur général adjoint pour le développement des joueurs. Ce changement de poste est planifié par le directeur général des Red Wings, Jim Devellano, Nick Polano et le vice-président de l'équipe, Jim Lites, ainsi que plusieurs dépisteurs européens, doivent joué un rôle déterminant dans la défection de plusieurs futurs joueurs de la LNH derrière le rideau de fer, dont Petr Klima, Slava Kozlov et Sergei Fedorov.
Il a remarqué Petr Klima lors des championnats du monde de 1983, où ce dernier participe en tant que membre de l'équipe nationale masculine de hockey sur glace de Tchécoslovaquie. Conformément à la recommandation de Nick Polano, les Red Wings choisissent Petr Klima en 86e position du repêchage de la LNH en 1983.
En été 1985, Petr Klima quitte son équipe lors d'un repas à Nußdorf am Inn, en Allemagne de l'Ouest, pour rencontrer Jim Lites et Nick Polano dans un lieu tenu secret. Plusieurs jours ont ensuite été consacrés à la tentative d'amener Petr Klíma en Amérique du Nord, alors qu’il est caché à Nußdorf am Inn et à d'autres endroits afin d'éviter toute poursuite de la part de la police tchèque. Nick Polano reste avec Petr Klima, pendant que Jim Lites cherche à lui obtenir le statut de réfugié pour entrer aux États-Unis.
Alors qu’ils attendent, Nick Polano entraîne Petr Klima dans les bois à l’extérieur de la ville. Le procureur général des États-Unis, Edwin Meese, et le procureur général adjoint, Lowell Jensen, aident les Red Wings à accélérer le processus d’asile politique. Nick Polano et Petr Klima arrivent aux États-Unis, à l'aéroport métropolitain de Détroit le 22 septembre 1985.
A la fin de la saison 1991-1992, Il quitte son poste de directeur général adjoint.

#### Flames de Calgary
De 1992 à 2000, Nick Polano travaille pour les Flames de Calgary, d'abord comme directeur du recrutement, puis comme directeur sportif. Il va ensuite travailler pour le club-école des Flames de Saint-Jean, en tant que directeur général et gouverneur suppléant.

#### Sénateurs d'Ottawa
En août 2002, Nick Polano se joint aux Sénateurs d'Ottawa en tant que dépisteur professionnel à temps partiel.

## Statistiques
| Saison     | Équipe                  | Ligue      |    | Saison régulière | Saison régulière | Saison régulière | Saison régulière | Saison régulière |   | Séries éliminatoires | Séries éliminatoires | Séries éliminatoires | Séries éliminatoires | Séries éliminatoires |
| Saison     | Équipe                  | Ligue      | PJ | B                | A                | Pts              | Pun              | PJ               | B | A                    | Pts                  | Pun                  |                      |                      |
| 1958-1959  | Tiger Cubs de Hamilton  | OHA        | 54 | 1                | 8                | 9                | 0                |                  |   |                      |                      |                      |                      |                      |
| 1959-1960  | Rebels de Louisville    | LIH        | 35 | 0                | 14               | 14               | 102              | 6                | 0 | 1                    | 1                    | 10                   |                      |                      |
| 1959-1960  | Tiger Cubs de Hamilton  | OHA        | 23 | 3                | 5                | 8                | 0                |                  |   |                      |                      |                      |                      |                      |
| 1960-1961  | Wolves de Sudbury       | EPHL       | 13 | 1                | 2                | 3                | 22               |                  |   |                      |                      |                      |                      |                      |
| 1960-1961  | Flyers d'Edmonton       | WHL        | 28 | 0                | 7                | 7                | 70               |                  |   |                      |                      |                      |                      |                      |
| 1960-1961  | Knights d'Omaha         | IHL        | 18 | 0                | 2                | 2                | 135              |                  |   |                      |                      |                      |                      |                      |
| 1961-1962  | Wolves de Sudbury       | EPHL       | 28 | 3                | 7                | 10               | 80               |                  |   |                      |                      |                      |                      |                      |
| 1961-1962  | Bears de Hershey        | LAH        | 37 | 2                | 2                | 4                | 76               |                  |   |                      |                      |                      |                      |                      |
| 1962-1963  | Braves de Saint-Louis   | EPHL       | 71 | 7                | 26               | 33               | 152              |                  |   |                      |                      |                      |                      |                      |
| 1962-1963  | Bears de Hershey        | LAH        |    |                  |                  |                  |                  | 1                | 0 | 0                    | 0                    | 4                    |                      |                      |
| 1963-1964  | Bears de Hershey        | LAH        | 61 | 2                | 8                | 10               | 97               | 6                | 0 | 1                    | 1                    | 18                   |                      |                      |
| 1964-1965  | Knights d'Omaha         | LCH        | 57 | 4                | 27               | 31               | 146              | 6                | 0 | 1                    | 1                    | 6                    |                      |                      |
| 1965-1966  | Bears de Hershey        | LAH        | 66 | 5                | 23               | 28               | 117              | 3                | 0 | 2                    | 2                    | 6                    |                      |                      |
| 1966-1967  | Clippers de Baltimore   | LAH        | 67 | 1                | 25               | 26               | 116              | 9                | 0 | 6                    | 6                    | 24                   |                      |                      |
| 1967-1968  | Clippers de Baltimore   | LAH        | 70 | 2                | 23               | 25               | 123              |                  |   |                      |                      |                      |                      |                      |
| 1968-1969  | Clippers de Baltimore   | LAH        | 52 | 2                | 8                | 10               | 87               | 4                | 0 | 0                    | 0                    | 4                    |                      |                      |
| 1968-1969  | Wranglers d'Amarillo    | LCH        | 7  | 0                | 5                | 5                | 27               |                  |   |                      |                      |                      |                      |                      |
| 1969-1970  | Reds de Providence      | LAH        | 72 | 4                | 20               | 24               | 124              |                  |   |                      |                      |                      |                      |                      |
| 1970-1971  | Reds de Providence      | LAH        | 72 | 6                | 29               | 35               | 169              | 10               | 2 | 2                    | 4                    | 20                   |                      |                      |
| 1971-1972  | Reds de Providence      | LAH        | 59 | 4                | 9                | 13               | 92               | 5                | 0 | 0                    | 0                    | 4                    |                      |                      |
| 1972-1973  | Reds de Providence      | LAH        | 38 | 3                | 9                | 12               | 60               | 4                | 0 | 1                    | 1                    | 6                    |                      |                      |
| 1972-1973  | Blazers de Philadelphie | AMH        | 17 | 0                | 3                | 3                | 24               |                  |   |                      |                      |                      |                      |                      |
| 1973-1974  | Reds de Providence      | LAH        | 20 | 1                | 8                | 9                | 16               |                  |   |                      |                      |                      |                      |                      |
| 1973-1974  | Six-Guns d'Albuquerque  | LCH        | 25 | 1                | 9                | 10               | 52               |                  |   |                      |                      |                      |                      |                      |
| 1973-1974  | Cubs de Cape Cod        | NAHL       | 19 | 1                | 5                | 6                | 16               | 8                | 0 | 1                    | 1                    | 2                    |                      |                      |
| Totaux AMH | Totaux AMH              | Totaux AMH | 17 | 0                | 3                | 3                | 24               |                  |   |                      |                      |                      |                      |                      |

| Saison    | Équipe               | Ligue |    | PJ | V  | D  | N                    |  | Séries éliminatoires |
| 1973-1974 | Cubs de Cape Cod     | NAHL  |    |    |    |    | Éliminés au 2e tour  |  |                      |
| 1975-1976 | Blades d'Erie        | NAHL  | 74 | 37 | 36 | 1  | Éliminés au 1er tour |  |                      |
| 1976-1977 | Blades d'Erie        | NAHL  | 74 | 37 | 33 | 4  | Éliminés au 2e tour  |  |                      |
| 1977-1978 | Owls de Grand Rapids | LIH   |    |    |    |    | Non qualifiés        |  |                      |
| 1978-1979 | Blades d'Erie        | EHL   | 69 | 47 | 19 | 3  |                      |  |                      |
| 1979-1980 | Blades d'Erie        | EHL   | 70 | 46 | 21 | 3  |                      |  |                      |
| 1980-1981 | Blades d'Erie        | EHL   | 72 | 52 | 14 | 6  |                      |  |                      |
| 1982-1983 | Red Wings de Détroit | LNH   | 80 | 21 | 44 | 15 | Non qualifiés        |  |                      |
| 1983-1984 | Red Wings de Détroit | LNH   | 80 | 31 | 42 | 7  | Éliminés au 1er tour |  |                      |
| 1984-1985 | Red Wings de Détroit | LNH   | 80 | 27 | 41 | 12 | Éliminés au 1er tour |  |                      |